# Austin Ambassador
O Austin Ambassador é um hatchback de segmento D que foi lançado pela subsidiária do Austin Rover Group da British Leyland em março de 1982. O veículo era uma versão fortemente atualizada do Princess, um sedã que não tinha um hatchback. Apenas as portas e a estrutura interna foram mantidas, mas o perfil lateral em forma de cunha traiu as origens do carro Princess e não foi considerado um modelo verdadeiramente novo. O Princess já estava fora de produção há quatro meses quando o Ambassador foi colocado à venda.
Até certo ponto, um carro que preencheu a lacuna entre o menor Morris Ital e o Rover SD1, as vendas foram baixas e o modelo foi descontinuado em 1984 com 43.427 carros construídos.

## Design
Ao contrário do Princess, uma versão de 2,2 litros de seis cilindros não estava disponível; o Ambassador foi oferecido apenas como um quatro cilindros, inicialmente com uma variante de 1,7 litros ou 2,0 litros (carburador único) nas versões "L", "HL" e "HLS". O motor de 1,7 litros gera 82 cv a 5.200 rpm, enquanto o motor de 2,0 litros gera 92 cv a 4.900 rpm. Na versão HLS, o Ambassador estava equipado com um motor de 2,0 litros com dois carburadores - o que permitiu um aumento de potência para 100 cv com um binário de 163 N⋅m. Uma vantagem de não instalar o motor E6 mais alto foi que o capô poderia ser mais baixo e mais plano, embora isso significasse que os limpadores não estavam mais ocultos (ao contrário dos do Princess). Em vez dos modelos anteriores de 2,2 litros, havia os níveis de acabamento HLS e posteriores Vanden Plas, ambos com uma versão com carburador duplo do motor de 2,0 litros. Em 1983, o HL de 2,0 litros foi atualizado para usar também o motor mais potente com dois carburadores. Uma caixa manual (e automática) de quatro marchas foram as únicas transmissões oferecidas, com comentaristas citando a falta de uma quinta marcha (disponível em outros modelos BL) para a transmissão manual, como uma das desvantagens do carro.

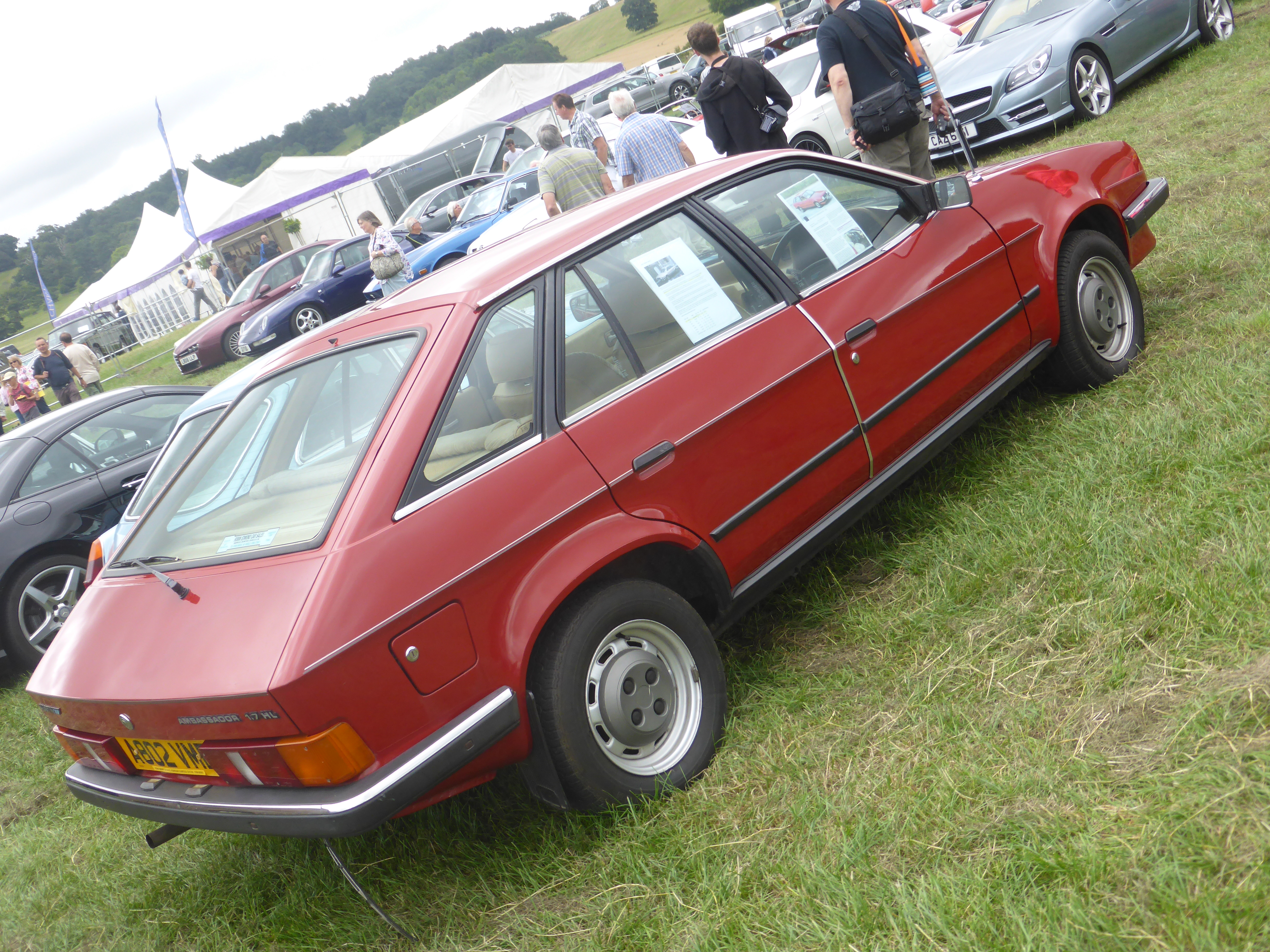
Vista traseira, mostrando a porta traseira

Apesar dos protótipos terem sido construídos com volante à esquerda, as versões de produção do Ambassador foram construídas apenas com volante à direita e, portanto, não foram exportadas para a Europa continental. Apenas 14 Ambassador permanecem tributados e nas estradas na Grã-Bretanha em 2023, dos 43.500 construídos; em comparação com cerca de 225.000 para o Princess. Em 2023, 338 Princess permaneciam em serviço ativo no Reino Unido com MOT. Para além das ligações do Ambassador à reputação humilde do Princess, os comentadores salientam que a sua imagem calma e características de condução (e baixo desempenho) também atenuam o seu sucesso num mercado onde o desempenho e o comportamento firme estavam a tornar-se mais importantes.
Alguns componentes, como os faróis, foram compartilhados com o Morris Ital. Outros componentes menores, incluindo grande parte do acabamento interno, também foram compartilhados com outros produtos BL, como o Allegro. O interior geralmente não era uma melhoria em relação ao do Princess, parecendo barato e sem conta-rotações, mesmo no modelo HLS topo de linha. De acordo com a British Leyland, apenas as folhas das portas da frente foram compartilhadas diretamente com o Princess. A parte traseira do chassis foi modificada para acomodar a tampa do porta-malas, e havia janelas nos pilares C que tornavam a cabine mais arejada.
O Ambassador serviu apenas como um paliativo na linha Austin e foi descontinuado em março de 1984 (depois de exatamente dois anos completos), sem substituição oficial. A lacuna deixada na linha Austin-Rover foi efetivamente preenchida pelo Montego, um pouco menor, e pelas versões de especificações inferiores da nova série Rover 800.

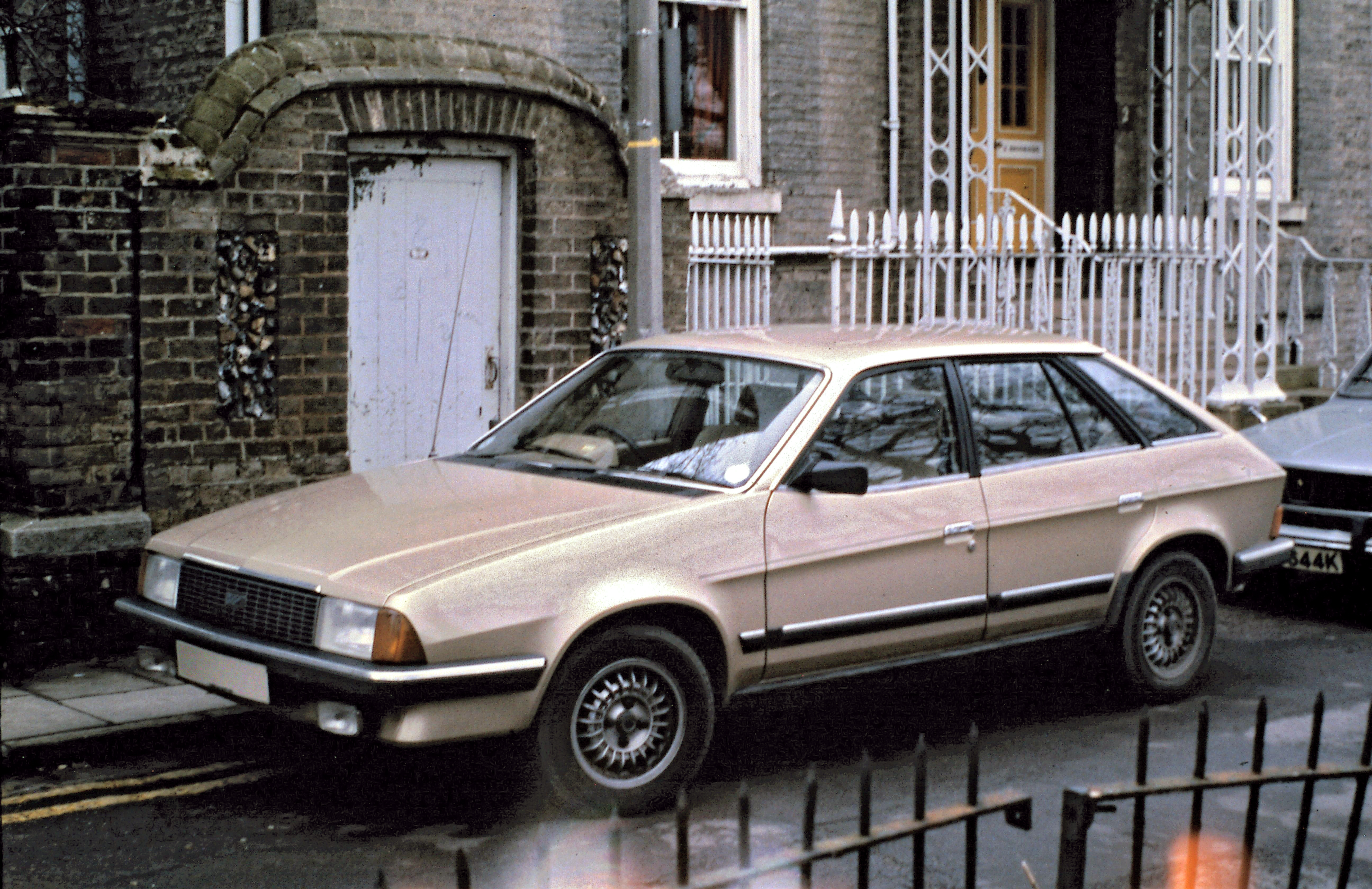
Um Ambassador 1982-83

## Vendas
O Ambassador alcançou vendas internas de 43.427 nos dois anos em que esteve disponível.
| Opções de motor e acabamento no Reino Unido | L | HL | HLS | Vanden Plas |
| ------------------------------------------- | - | -- | --- | ----------- |
| 1.7                                         | ✓ | ✓  |     |             |
| 2.0                                         |   | ✓  |     |             |
| 2.0 carburador duplo                        |   | ✓  | ✓   | ✓           |